# 竹节环角贝
竹节环角贝（学名：Anulidentalium bambusum），是象牙贝目象牙贝科Anulidentalium屬的一种。主要分布于中国大陆，常栖息在潮下带和大陆架。